# Далерус, Биргер
Жан Биргер Эссен Далерус (швед. Jean Birger Essen Dahlerus, 6 февраля 1891, Стокгольм – 8 марта 1957, Стокгольм) — шведский бизнесмен, дипломат-любитель, и друг Германа Геринга. Он пытался по дипломатическим каналам предотвратить Вторую мировую войну.
Его тщетные дипломатические усилия в дни, предшествовавшие немецкому вторжению в Польшу в 1939 году, иногда называют Миссией Далеруса.

## Ранняя жизнь
Биргер Далерус родился в Стокгольме в 1891 году. Он был знаком с авторитетными англичанами и различными лидерами Третьего рейха, например, с Германом Герингом.
Только после провала усилий Далеруса британское правительство решило провести базовую проверку его биографии (23 октября). Результаты были шокирующими, поскольку выяснилось, что его жена была гражданкой Германии и владела значительной фермерской собственностью в Германии. Кроме того, британскому правительству не было известно, что Геринг помогал Далерусу в получении разрешения на брак в 1934 году или что Далерус выступал в качестве опекуна пасынка Геринга от его первого брака. Если бы эти факты были известны заранее, весьма вероятно, что Британия не приняла бы услуги Далеруса, поскольку его нейтралитет оказался ложен.

## Миссия Далеруса
Высшему военному составу Третьего рейха было известно, по крайней мере, со времени Военной конференции 6 августа 1939 года в Оберзальцберге, что агрессивная война между нацистской Германией и западными державами неизбежна. 7 августа 1939 года Далерус организовал встречу в своем собственном доме, недалеко от датской границы в Шлезвиг-Гольштейне, между Герингом и семью британскими бизнесменами.
Бизнесмены пытались убедить Геринга в том, что британское правительство будет придерживаться своих договорных обязательств перед Польшей, которые обязывали его поддерживать польское правительство в любом конфликте, в который оно было втянуто. Далерус верил, что им это удалось.
На Нюрнбергском процессе британский обвинитель сэр Дэвид Максвелл-Файф смог убедить шведа в том, что он был введен в заблуждение немецкими лидерами и что дискуссия не оказала никакого влияния на политику и действия Третьего рейха.
25 августа 1939 года британское и польское правительства преобразовали одностороннее заявление о поддержке, предложенное британским правительством, в пакт о взаимопомощи. В тот же день Бенито Муссолини написал Гитлеру, чтобы сообщить, что он немедленно объявит войну западным державам. Далерус тогда выступал в качестве посредника между Герингом и министром иностранных дел Великобритании лордом Галифаксом. Геринг вызвал Далеруса из Стокгольма накануне, посадил его на самолёт и отправил информировать британское правительство о том, что Германия хочет взаимопонимания с Великобританией. Галифакс сообщил Далерусу, что дипломатические каналы открыты и что в его участии нет необходимости.
После телефонного разговора между ним и Герингом Далерус провел еще одну беседу с Галифаксом 26 августа. Он убедил Галифакса написать не конкретно сформулированное письмо, в котором указывалось на стремление британского правительства к миру и содержалась просьба предоставить ему несколько дней для его достижения.
27 августа Далерус вылетел в Лондон и встретился с Невиллом Чемберленом, лордом Галифаксом, сэром Горацием Уилсоном и сэром Александром Кадоганом. Он представил предложение, которое включало в себя план о том, что Британия согласится на предложение Германии гарантировать границы Польши, взятие Данцига и разрешение референдума в польском коридоре. Тем не менее, очень скромное предложение было сочтено неприемлемым. Было решено, что Далерус вернется в Берлин и доложит об ответе Гитлера. Далерус почувствовал себя настолько значимым человеком, что посоветовал британскому правительству оставить посла Невила Хендерсона в Лондоне до следующего дня, чтобы он мог лучше отреагировать на ответ Гитлера.
29 августа на встрече с министром иностранных дел Германии Иоахимом фон Риббентропом Хендерсону был представлен документ, содержащий 16 пунктов, по которым Германия требовала согласия Польши. Хендерсон сказал, что они были произнесены слишком быстро, чтобы он мог понять их содержание, и что ему было отказано в письменной копии. На следующий день Геринг передал Далерусу копию "16 пунктов" и отнес их Хендерсону, который отправил его к польскому послу Юзефу Липскому, который никогда не слышал о Далерусе. Поскольку одним из 16 пунктов было то, что польский переговорщик с полными полномочиями должен прибыть в Берлин до 1 сентября, польское правительство сочло эти предложения необоснованными.
Липский позвонил, чтобы попросить о встрече с Риббентропом 31 августа 1939 года , но, после того как стало известно, что Липский будет присутствовать только в качестве посла, а не полномочного представителя, во встрече было отказано. Перехваченная копия телеграммы Липского, определяющей его полномочия, была отдана Герингом Далерусу для передачи Хендерсону.
Следующая попытка Далеруса перед началом войны была предпринята во второй половине последнего мирного дня. Он предложил Герингу снова встретиться с Гендерсоном, что тот и сделал в пять часов вечера. Сэр Джордж Огилви-Форбс, советник и временный поверенный в делах посольства Великобритании, также присутствовал. Его речь в Нюрнберге, описывало атмосферу как негативную и свидетельствовало об уверенности Геринга в способности Германии быстро сокрушить Польшу.
Третий рейх начал вторжение в Польшу 1 сентября 1939 года в 4 утра 45 минут. В 8 утра Далерус встретился с Герингом, который заявил, что поляки напали на Германию при Диршау. В своих показаниях в Нюрнберге Далерус сказал: "Я сообщил кое-кому, что, согласно полученной мной информации, поляки напали, и они, естественно, поинтересовались, что со мной происходит, когда я сообщил эту информацию". Далерус также заявил, что "поляки все саботируют" и что у него есть "доказательства, что они никогда не собирались пытаться вести переговоры".
Далерус снова позвонил в Лондон в 12 часов 30 минут, и на этот раз его соединили с Кадоганом. Кадоган, убежденный противник умиротворения, был всего лишь заместителем государственного секретаря, и Далерус настоял, чтобы его комментарии были представлены британскому кабинету, каковым они и были должным образом. Ответ, данный шведу, заключался в том, что переговоры невозможны без немедленного вывода немецких войск с польской территории.
Британское и французское правительства предъявили ультиматумы правительству Германии 3 сентября 1939 года. За десять минут до истечения срока действия британского ультиматума Далерус позвонил в Министерство иностранных дел Великобритании с предложением Герингу немедленно вылететь в Лондон для переговоров, но этого не случилось.

## Деятельность в военное время
В начале сентября он поддерживал связь с Герингом по телефону. 10 сентября Геринг передал ему письма, написанные двумя военнопленными королевских ВВС, захваченными во время бомбардировки листовками, в качестве доказательства своей доброй воли; Далерус передал их Монсону, британскому посланнику в Стокгольме. Далерус сказал Монсону, что Герингу "абсолютно можно доверять", и заявил Монсону, что популярность Гитлера снижается.
Затем он вылетел в Берлин, где 26 сентября встретился с Герингом и Гитлером. Геринг и Гитлер были абсолютно непримиримы и желали заключить мир только на своих собственных условиях: сохранить все свои завоевания и свободу действий в Восточной Европе.
Хотя на этом переговоры должны были закончиться, Далерус затем попытался представить британцам нацистскую позицию как некатегоричную. Он прилетел в Лондон и был там принят очень тепло и с надеждой. 28 сентября у него состоялся разговор с Кадоганом, а 29 сентября он встретился с Чемберленом и Галифаксом.
Мирные предложения Гитлера, представленные Далерусом в мягкой форме на встрече, сводились к передаче Польши в полное подчинение Германии, аннексии Германией территорий, в прошлом принадлежащих ей, в Польше, восстановлению утраченных немецких колоний или компенсации за них, обещанию прекратить дальнейшую агрессию при условии "подходящих гарантий" и урегулированию еврейского вопроса путем использования Польши "как раковины, в которую сливают евреев".
Тем не менее, предложения были непродуманными, и британцы начали терять интерес к Далерусу и его деятельности, поскольку они указывали на то, что никаким обещаниям Гитлера больше нельзя доверять. Далерус выдвинул идею проведения плебисцита в Германии для ратификации предполагаемых условий мира.
Однако Далерусу в Британии больше не были рады, его приём 4-5 октября, 11 октября и 18-19 октября был значительно прохладнее. Ему было отказано в визе для повторного приезда в Лондон, чтобы представить "новые" предложения Геринга или Гитлера, а затем он прекратил попытки.

## Оценка
Далерус предпринял ряд дальнейших попыток выступить посредником между Великобританией и Германией, о которых он не упомянул в своей книге. По сути, Далерус пытался убедить британское правительство в том, что Геринг был готов заключить сделку с Великобританией за спиной Гитлера. Подразумевалось, что Гитлер затем смирится с свершившимся фактом или каким-то образом будет смещен, чтобы освободить место для нового правительства, вдохновленного Герингом.
Все это было ложью, поскольку Геринг все это время тщательно информировал Гитлера о своих действиях. На практике Далерус помогал нацистскому руководству сбить с толку британцев, чтобы покалебить их решимость и, возможно, скомпрометировать их, вынудив публично признать возможность заключения мира без отказа Германии от своих завоеваний или свержения режима.
Далерус, независимо от того, был ли он также обманут, воодушевлен тем, что взял на себя, как ему казалось, решающую роль в мировой дипломатии, или все это время был соучастником нацистской попытки обмана, хорошо играл свою роль и сумел надолго сбить с толку британское правительство.
Подробности его более поздних действий, после объявления Великобританией войны, не были общедоступны во время Нюрнбергского процесса и были скрыты до тех пор, пока британские архивы не были рассекречены.